# 29776 Radzhabov
29776 Radzhabov è un asteroide della fascia principale. Scoperto nel 1999, presenta un'orbita caratterizzata da un semiasse maggiore pari a 2,6174320 UA e da un'eccentricità di 0,1277547, inclinata di 1,99852° rispetto all'eclittica.